# VOLMET
Радіомовні передачі VOLMET призначені для забезпечення екіпажів повітряних суден, що знаходяться в польоті, інформацією про фактичну погоду встановленого переліку аеропортів і є частиною польотно-інформаційного обслуговування.

## Призначення радіомовних передач VOLMET.
Радіомовні передачі VOLMET організовуються з метою підвищення безпеки польотів, оперативності отримання метеорологічної інформації екіпажами повітряних суден, що знаходяться в польоті, а також подальшого впровадження стандартів і рекомендацій ІКАО в практику обслуговування польотів авіації в Україні.
Інформація про радіомовні передачі VOLMET публікується в Збірнику аеронавігаційної інформації України.

## Організація радіомовних передач VOLMET.
Кількість пунктів мовлення метеоінформації VOLMET, їх розташування та розташування радіопередавачів для трансляції радіомовних передач VOLMET у ефір визначається Укравіатрансом з урахуванням максимального забезпечення потреб користувачів повітряного простору України.
Пункти мовлення метеоінформації VOLMET забезпечуються вихідною метеорологічною інформацією аеродромним метеорологічним органом (УАМЦ, АМСЦ) аеропорту базування пункту мовлення метеоінформації VOLMET наданими Украерорухом лініями зв’язку, каналами мережі AFTN цивільної авіації та/або GTS ВМО.

## Вимоги щодо програми радіомовних передач VOLMET.
Кількість аеродромів, метеорологічна інформація яких підлягає включенню до радіомовних передач VOLMET, не повинна перевищувати дев'яти.
Як правило, до складу радіомовних передач VOLMET, що ведуться у діапазоні ДВЧ, включаються зведення про фактичну погоду (METAR) та прогноз на посадку (TREND).
За необхідності, радіомовні передачі VOLMET можуть бути доповнені інформацією про окремі явища погоди (SIGMET), що можуть впливати на безпеку польотів повітряних суден для відповідних районів польотної інформації на верхніх ешелонах польотів повітряних суден. У такому випадку кількість аеродромів, метеоінформація яких підлягає мовленню, має бути зменшена до п'яти, а радіопередача повинна розпочинатися з повідомлення SIGMET.
ДВЧ радіомовні передачі VOLMET, що забезпечуються метеорологічною інформацією, отриманою переважно з міжнародних аеропортів, повинні вестися англійською мовою.
ДВЧ радіомовні передачі VOLMET, що забезпечуються метеорологічною інформацією, отриманою переважно з національних аеропортів, та для потреб національних експлуатантів повітряного простору України, повинні вестися російською мовою.
У випадку ведення радіомовних передач VOLMET кількома мовами, для кожної мови доцільно використовувати окремий канал радіозв'язку.

## Вимоги щодо тривалості і регулярності радіомовних передач
За наявності практичної можливості тривалість радіомовних передач VOLMET не повинна перевищувати 5 хвилин, при цьому швидкість мовлення не повинна погіршувати розбірливості.
Радіомовні передачі VOLMET повинні вестися відкритим текстом англійською чи російською мовами безперервно і з повторенням (циклічно).
У випадку не надходження оновленої метеорологічної інформації, трансляції підлягає попередня інформація за умов, що термін її дії не перевищує 2 години від часу спостереження. В іншому випадку після назви пункту мовлення метеоінформації VOLMET необхідно повідомляти про відсутність інформації.

## Вимоги щодо оновлення інформації.
Вихідна метеорологічна інформація повинна поступати на пункти мовлення метеоінформації VOLMET від АМСЦ (УАМЦ) на регулярній основі не пізніше, ніж через 15 хвилин після проведення чергових метеорологічних спостережень і випуску відповідного зведення в коді METAR з прогнозом на посадку типу TREND. На пункті мовлення метеоінформації VOLMET повинно бути забезпечено трансляцію метеорологічної інформації у ефір не пізніше 5 хвилин після її отримання.
Радіомовні передачі VOLMET повинні оновлюватися кожні 30 хвилин.

## Вимоги щодо змісту та фразеології радіомовних передач.
Зміст і формат вихідної метеорологічної інформації, з якої формуються радіомовні передачі VOLMET, повинні відповідати вимогам глав 4, 6, 7 документа ІКАО "Международная организация гражданской авиации. Международные стандарты и рекомендуемая практика. "Метеорологическое обеспечение международной аэронавигации". Приложение 3 к Конвенции о международной гражданской авиации", відповідних розділів "НМО ГА-90", кодам WMO FM15-X. Ext. METAR та WMO FM 51-IX Ext. TAF.
Зміст і формат радіомовних передач VOLMET повинен відповідати вимогам розділу 11.5 документа ІКАО "Международная организация гражданской авиации. Международные стандарты и рекомендуемая практика. "Метеорологическое обеспечение международной аэронавигации". Приложение 3 к Конвенции о международной гражданской авиации" та 11.3 настанови "НМО ГА-90".
Метеорологічна інформація, яка підлягає включенню до радіомовних передач VOLMET, повинна транслюватися відкритим текстом з дотриманням послідовності:
- назва передавальної станції (пункта мовлення метеоінформації VOLMET);
- назва аеродрому;
- час спостереження (за скоординованим всесвітнім часом UTC);
- напрямок та швидкість приземного вітру;
- видимість (метеорологічна дальність видимості), включаючи істотні зміни за напрямками;
- дальність видимості на злітно-посадковій смузі;
- явища погоди, їх інтенсивність або близькість;
- кількість хмар у шарах;
- форма хмар (тільки для СВ і TCU);
- висота шарів хмар або вертикальна видимість;
- температура повітря;
- температура точки роси;
- атмосферний тиск;
- додаткова інформація;
- прогноз для посадки (TREND).

У випадках, коли передбачено включення до радіомовних передач VOLMET інформації SIGMET (або необхідно здійснити посилання на інформацію SIGMET за відсутності практичної можливості забезпечити її трансляцію у повному обсязі), вона має включатися на початку радіомовної передачі VOLMET, тобто перед повідомленнями про фактичну погоду. Формат повідомлення SIGMET повинен відповідати вимогам розділу 7.2 документа ІКАО "Международная организация гражданской авиации. Международные стандарты и рекомендуемая практика. "Метеорологическое обеспечение международной аэронавигации". Приложение 3 к Конвенции о международной гражданской авиации".

## Організація
Радіомовні передачі VOLMET в Україні[недоступне посилання з червня 2019] організуються Державним підприємством обслуговування повітряного руху України на автоматичній основі.
Міжнародні радіомовні передачі VOLMET ведуться з аеропортів: Бориспіль, Сімферополь, Дніпро, Львів.

## Програма трансляції
| Найменування станції | Позивний або розпізнавальний сигнал | Частота (МГц) | Години роботи    | Аеродроми                                                              | Зміст та формат повідомлень і прогнозів |
| -------------------- | ----------------------------------- | ------------- | ---------------- | ---------------------------------------------------------------------- | --------------------------------------- |
| Київ-Бориспіль       | VOLMET Boryspil                     | 129.375       | 24/7 безперервно | Бориспіль, Кишинів, Львів, Одеса                                       | SIGMET METAR+TREND                      |
| Дніпропетровськ      | VOLMET Dnipropetrovsk               | 126.450       | 24/7 безперервно | Дніпропетровськ, Бориспіль, Київ-Жуляни, Одеса,                        | SIGMET METAR+TREND                      |
| Львів                | VOLMET Lviv                         | 126.375       | 24/7 безперервно | Львів, Варшава, Будапешт/Ferihegy, Братислава, Івано-Франківськ, Одеса | SIGMET METAR+TREND                      |